# Ticoglossum
Ticoglossum es un género con dos especies de orquídeas originarias de Centroamérica.

## Características
Son orquídeas epífitas, cespitosas; con pseudobulbos ovoide-elipsoides, de 5 cm de largo y 2.5 cm de ancho, comprimidos, glabros, subarqueados, revestidos de vainas carinadas y acuminadas, 1-foliados. Las hojas son lanceoladas, de hasta 28 cm de largo y 4 cm de ancho, acuminadas, conduplicadas en la base, con nervios blancos. Las inflorescencias erectas, laterales al pseudobulbo, generalmente con 2 flores patentes, carnosas, la bráctea floral de 8 mm de largo, las flores son blancas con excepción de la uña y el callo del labelo amarillos; los sépalos son elípticos, el dorsal de 18 mm de largo y 9 mm de ancho, los laterales de 18 mm de largo y 8.5 mm de ancho, con ápice apiculado y encorvado; los pétalos elípticos, de 15 mm de largo y 10 mm de ancho, ápice conspicuamente obtuso y retuso; el labelo con una uña gruesa, rígida y carnosa de 4 mm de largo, con 2 lobos agudos y triangulares en la base, el lobo medio cuneiforme, 18 mm de largo y 12 mm de ancho, profundamente cóncavo, casi sacciforme, conspicuamente 2-lobado con un seno triangular, disco con 2 callos redondeados en la base del lobo medio; columna 8 mm de largo, con 2 aurículas conspicuas cerca de la base de la cavidad; ovario 4 cm de largo, pedicelado.

## Distribución y hábitat
Es una especie rara, que se encuentra en las nebliselvas de Nicaragua a Panamá.

## Especies
- Ticoglossum krameri (Rchb.f.) Halb. (1983)
- Ticoglossum oerstedii (Rchb.f.) Halb. (1983) - especie tipo -